# Antonio Maria Trigona
Antonio Maria Trigona (Catania, 8 settembre 1760 – Messina, 1835) è stato un arcivescovo cattolico italiano.

## Biografia
Fu ordinato presbitero il 20 settembre 1783.
il 31 marzo 1806 papa Pio VII lo nominò vescovo ausiliare di Catania e vescovo titolare di Gerocesarea. Ricevette l'ordinazione episcopale il 19 ottobre seguente dal vescovo Corrado Maria Deodato Moncada.
Il 28 luglio 1817 lo stesso Papa lo elevò alla dignità di arcivescovo trasferendolo all'arcidiocesi di Messina.
Il 22 novembre 1819 si dimise dall'incarico e il 17 dicembre successivo, sempre Pio VII lo nominò arcivescovo titolare di Cesarea di Cappadocia.

## Genealogia episcopale e successione apostolica
La genealogia episcopale è:
- Cardinale Scipione Rebiba
- Cardinale Giulio Antonio Santori
- Cardinale Girolamo Bernerio, O.P.
- Arcivescovo Galeazzo Sanvitale
- Cardinale Ludovico Ludovisi
- Cardinale Luigi Caetani
- Cardinale Ulderico Carpegna
- Cardinale Paluzzo Paluzzi Altieri degli Albertoni
- Papa Benedetto XIII
- Papa Benedetto XIV
- Papa Clemente XIII
- Cardinale Enrico Benedetto Stuart
- Vescovo Corrado Maria Deodato Moncada
- Arcivescovo Antonio Maria Trigona

La successione apostolica è:
- Vescovo Filippo Trigona (1806)